# Zhang Taofang
Zhang Taofang (en chino, 張桃芳; pinyin, Zhāng Táo Fāng; Wade-Giles, Zhang Tao-fang, Xinghua, 29 de abril de 1931 - Weifang, 29 de octubre de 2007) fue un francotirador chino. Se le atribuye haber matado o herido a 214 soldados y oficiales enemigos en 32 días durante la guerra de Corea.

## Biografía
En marzo de 1951 fue reclutado por el Ejército Popular de Liberación y en septiembre de 1952 solicitó unirse a las filas del Ejército Popular de Voluntarios. El 11 de enero de 1953, fue enviado al área del condado de Kimhwa (Corea del Norte), que el ejército estadounidense llamaba «Triangle Hill», como parte del 8.º Batallón del 214.º Regimiento del 24.º Cuerpo; llevaba menos de dos años en el ejército e iba armado con un viejo Mosin-Nagant M44 sin mira telescópica. El batallón de Zhang estaba ubicado en la altura 5975 en la línea del frente muy cerca del cuartel general enemigo.
Dieciocho días después, localizó un objetivo. Inmediatamente apuntó, disparó y falló doce veces, y casi muere en el contraataque. Basándose en esa experiencia, perfeccionó su técnica de puntería con la mirilla metálica, y la siguiente vez que disparó, dio en el blanco. El 15 de febrero, acertó siete objetivos con nueve disparos, una proporción que superaba a la de muchos francotiradores experimentados.
Según una fotografía publicitaria, Zhang supuestamente mató o hirió a 214 soldados y oficiales enemigos en apenas 32 días, por lo que fue galardonado con la Orden de la Bandera Nacional de primera clase.
Tras el fin de la guerra de Corea en 1954, Zhang fue transferido a la Fuerza Aérea del Ejército Popular de Liberación (FAELP) y enviado a estudiar en las escuelas de aviación de la FAELP en Xuzhou y Jinan. En 1956, se unió al Partido Comunista de China y trabajó como piloto de caza en la Base de Entrenamiento de la Fuerza Aérea en Gaoming, donde pilotó aviones de entrenamiento MiG-15 y MiG-15bis.
Bajo las órdenes del comandante de la Fuerza Aérea Popular de China (FAEPL), Liu Yalou, Zhang fue nombrado comandante de batallón de una fuerza de defensa aérea. Posteriormente, se desempeñó como instructor adjunto de la compañía de guardia de una base aérea, estudiante de la Escuela Política de la Fuerza Aérea de Shanghái, instructor de la compañía de guardia de la Base Aérea de Weixian en Shandong y subjefe del Estado Mayor del Comando del Noveno Regimiento de Misiles Tierra-Aire. Se retiró del servicio militar en 1985.
Murió el 29 de octubre de 2007 en Weifang.

## Películas
La película de 2022 Francotirador es un relato ficticio de las experiencias de Zhang Taofang durante la Guerra de Corea. Fue financiada por la Administración de Cine de China.

## Condecoraciones
- Orden del Heroico Ejemplo (segunda clase)
- Orden de la Bandera Nacional (primera clase)